# Chiesa di San Zenone (Passirano)
La chiesa di San Zenone è la parrocchiale di Passirano, in provincia e diocesi di Brescia; fa parte della zona pastorale del Sebino.

## Storia
La primitiva chiesa della zona di Passirano dedicata a San Zenone, oggi non più esistente, sorse come filiale della pieve di Bornato nel Basso Medioevo in borgata Piazze; coeva a questa era la chiesa di San Pietro in borgata Novagli. Nel 1479, in seguito ad una tremenda epidemia di peste che aveva colpito la zona, gli abitanti di Passirano fecero edificare dove oggi sorge la parrocchiale un santuario dedicato a San Rocco. Nel XVII secolo le chiese di San Pietro e di San Zenone vennero demolite e le loro parrocchie furono riunite in una con patrono San Zenone e, dal 1670, con chiesa parrocchiale il santuario di San Rocco, che, ricostruito proprio in quel secolo, venne dunque ridedicato al santo veronese. La chiesa fu rifatta nel 1763, restaurata nel 1874 e rifatta di nuovo nel 1879. Nel 1882 terminarono i lavori di decorazione dell'edificio e, l'anno successivo, fu realizzato l'organo. Verso la fine del XIX secolo la chiesa venne aggregata al vicariato di Rovato, per poi passare, successivamente,  a quello di Iseo. Venti anni dopo venne ricostruita la facciata e, nel 1907, fu sopraelevato il campanile. Nel 1989, con la riforma territoriale diocesana, la chiesa entrò a far parte della neo-costituita zona pastorale del Sebino. Infine, nel 2004 la parrocchiale venne ristrutturata.

### In dettaglio
Nel 1479 la “comunità” di Passirano concorda di donare ai frati Servi della SS. Annunziata di Rovato il terreno per costruirvi una nuova chiesa dedicandola a San Rocco, come ex voto per la cessazione di una epidemia esiziale dilagata nel 1478.

Ex-voto dedicato alla Madonna dell'Abito di Passirano (BS)

Particolare della pala di Sante Cattaneo: la chiesa di San Zenone

Il 16 maggio 1479 le autorità comunali, consegnarono una “capeletta” (intitolata presumibilmente ai santi Firmo e Rustico), e un terreno adiacente all'ordine dei Servi di Maria che ne presero subito possesso con sette frati serviti. Dal 1479 con l'arrivo dei frati, la struttura venne ampliata e inglobata in un piccolo monastero fino all'ottobre del 1656 quando in una nota del Nunzio Apostolico di Venezia si prescrive l’abbandono del conventino entro due giorni, con rientro dei frati nel convento di Venezia. Qualche anno dopo, il 19 maggio 1670, il Vescovo Marino Giovanni Zorzi (o Giorgi) fece nascere in San Rocco la nuova parrocchiale dedicata a San Zenone. Fu decretato inoltre che le vecchie chiese di S. Zeno e S. Pietro fossero dismesse e divenissero semplici oratori. Negli anni che seguirono, il vecchio conventino fu rimaneggiato per adattarlo a casa canonica, e la chiesa a 5 altari, senza l'attuale presbiterio, con il tetto a capanna (come si può presupporre dall'ex-voto del 1755), fu man mano sistemata e ampliata fin verso la fine del settecento. Una visione si può avere dalla pala dell'altare maggiore dedicata a San Zenone dipinta da Sante Cattaneo nell'ultimo decennio del '700, dove l'artista ha inserito anche la veduta con la chiesa dell'epoca.

Nell'Ottocento con i parroci don G.B. Felini e don Ezechiele Davini, si avviò l'abbellimento della chiesa. Si rifece la pavimentazione, il presbiterio fu ampliato e l'abside arrotondata. L'architetto Antonio Tagliaferri progettò e seguì i lavori di muratura dell'impresario Delbono che realizzò lesene e cornicioni e preparò l'intonaco al pittore Antonio Guadagnini e ai decoratori Ovidio Franchini e Carlo Chimeri.

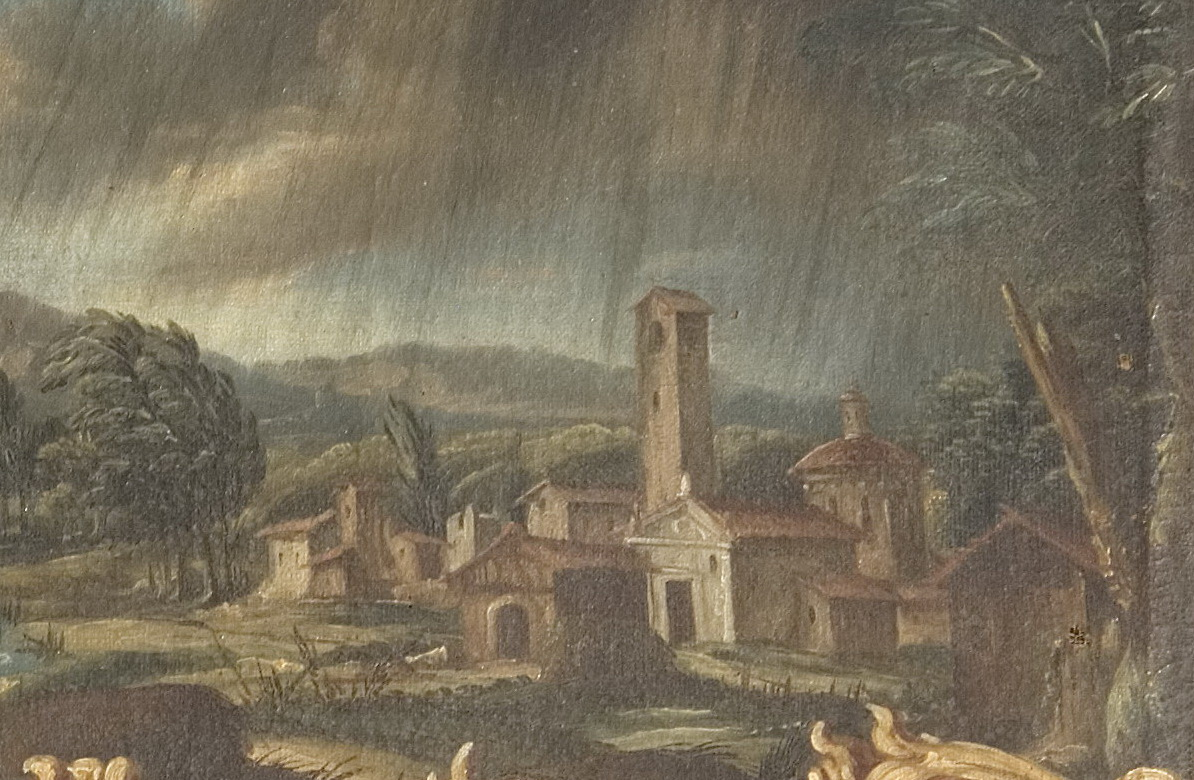
Particolare dall'ex-voto alla Madonna dell'Abito datato 1755

Nei primi anni del novecento il parroco don Luigi Falsina fece restaurare le pale d'altare da Paolo Bertelli. Inserì nuovi elementi: la statua di San Zeno eseguita da Umberto Bartoli; le pancate del clero eseguite dalla ditta Beneducci di Orzinuovi; dal Poisa fece restaurare la Madonna del Rosario di Stefano Lamberti; Fece decorare la canonica e restaurare al pittore Mario Pescatori l'affresco dell'altare di San Giuseppe.
Nel 2019 il parroco don Luigi Guerini ha avviato e completato i lavori di restauro della chiesa, riportandola all'antico splendore.

## Esterno

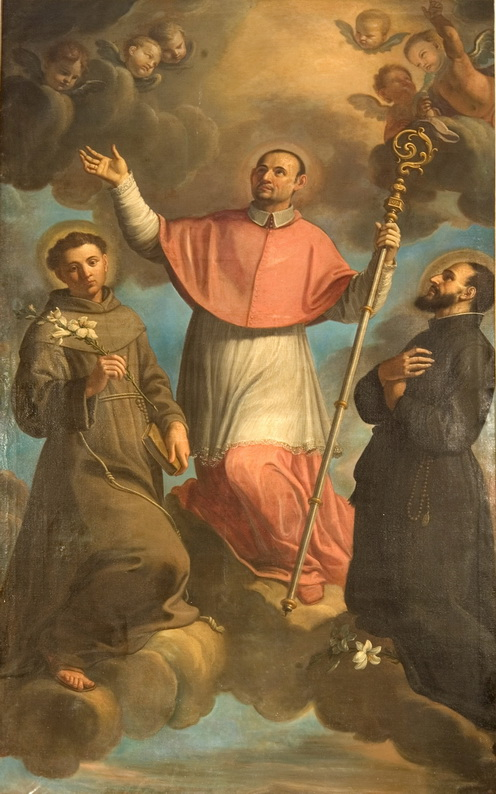
Pala con i santi Carlo Borromeo, Antonio da Padova e Gaetano da Thiene, opera di Domenico Carretti

Pala dell'Ultima Cena opera di Antonio Guadagnini

Di linee settecentesche fu rifatta nel 1903 sulla struttura esistente, con l’aggiunta sulla facciata a sud di un rivestimento in pietra alla base.
Sulla facciata la vetrata che riproduce la Madonna dell'Abito di Antonio Paglia, eseguita dai fratelli Marengoni di Brescia nel 1931.
Sul lato est la loggetta di inizio settecento con sei arcate e con la Cappella della Maternità che conserva: 52 ex-voto dedicati alla Madonna dell'Abito; la pala con i Santi Carlo Borromeo, Antonio da Padova e Gaetano da Thiene eseguita da Domenico Carretti (originariamente collocata all'altare di San Carlo nella chiesa); La lastra in rame eseguita da Francesco Zucchi su disegno di Antonio Paglia; la statua della Madonna di Claudio Botta.
Sul lato ovest, dall'arco del portone si entra nel cortile dell'attuale canonica con il portichetto cinquecentesco dell'antico conventino.

Dal lato nord le antiche strutture della sacrestia e l'Aula Capitolare seicentesca.

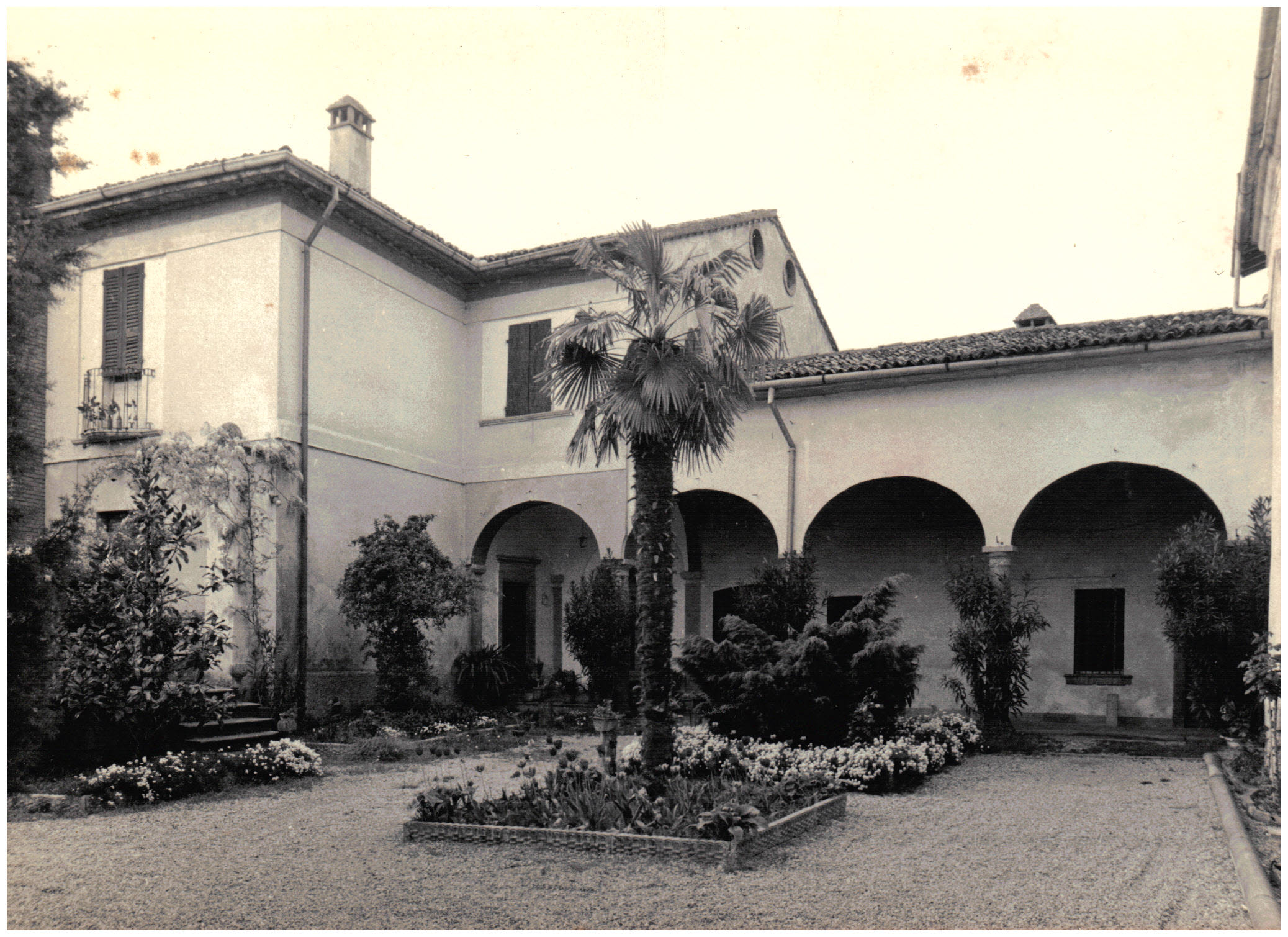
La canonica di Passirano
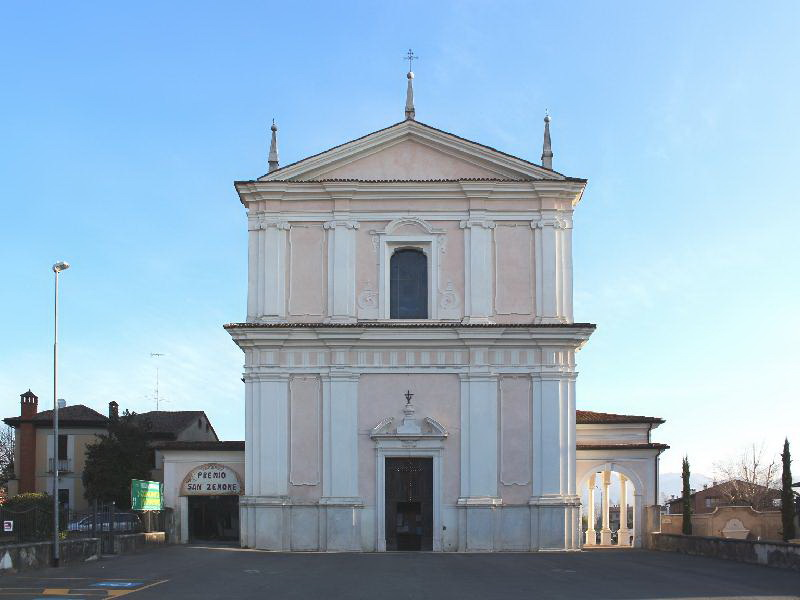
La facciata sud della chiesa di San Zenone.

## Interno
Opere di pregio conservate all'interno della chiesa sono la pala dell'altare maggiore raffigurante la Madonna col Bambino assieme a San Zeno, dipinta sul finire del Seicento da Sante Cattaneo, l'altare ligneo del XVII secolo, impreziosito da una pala raffigurante l'Ultima Cena, eseguita da Antonio Guadagnini ed una statua lignea posta sull'altare della Madonna del Rosario con la Madonna ed il Bambino scolpita da Stefano Lamberti.
Gli altari
Sin dalla visita di Carlo Borromeo il 21 aprile 1580 tramite il delegato Ottaviano Abbiati de Foreriis, la chiesa aveva cinque altari:
1. Altare maggiore in marmo policromo, su gradini e base in marmo rosso di Verona. Scaletta a due rampe in marmo Botticino sul retro. Anno: 1772. Sull'arco dell'abside la pala di Sante Cattaneo (a lui attribuita dal prof. Luciano Anelli)[6] raffigurante la Vergine col Bambino e San Zenone. L'artista ha raffigurato alla sinistra della Vergine la parrocchiale e al lato destro il castello di Passirano.
2. Altare della Madonna con statua lignea di Stefano Lamberti (1482-1538)  (proveniente da S. Rocchino di BS?). L'altare fu realizzato su disegno di Domenco Vantini, architetto bresciano.
3. Altare di S. Giuseppe, con il più antico affresco della chiesa, di autore sconosciuto, ma risalente forse alla fine del 1500 poiché già allora esisteva in S. Rocco una cappella dedicata al Santo
4. Altare di S. Carlo, con dipinto a fresco di Antonio Guadagnini realizzato nel 1878-1879 a sostituzione del dipinto di Domenico Carretti ora nella chiesetta della Maternità.
5. Altare del SS. Sacramento, opera lignea, di particolare pregio, con tela del Guadagnini rappresentante l’Ultima Cena, (a sostituzione di un dipinto di Stefano Viviani datato 1616) .Statue lignee di S. Pietro e di S. Zeno, scolpite con l’altare presumibilmente alla fine del ‘600. In apposito alloggio, sotto la pala, statua lignea del Cristo Morto del bresciano Poisa.

Altare maggiore in marmi vari datato 1720
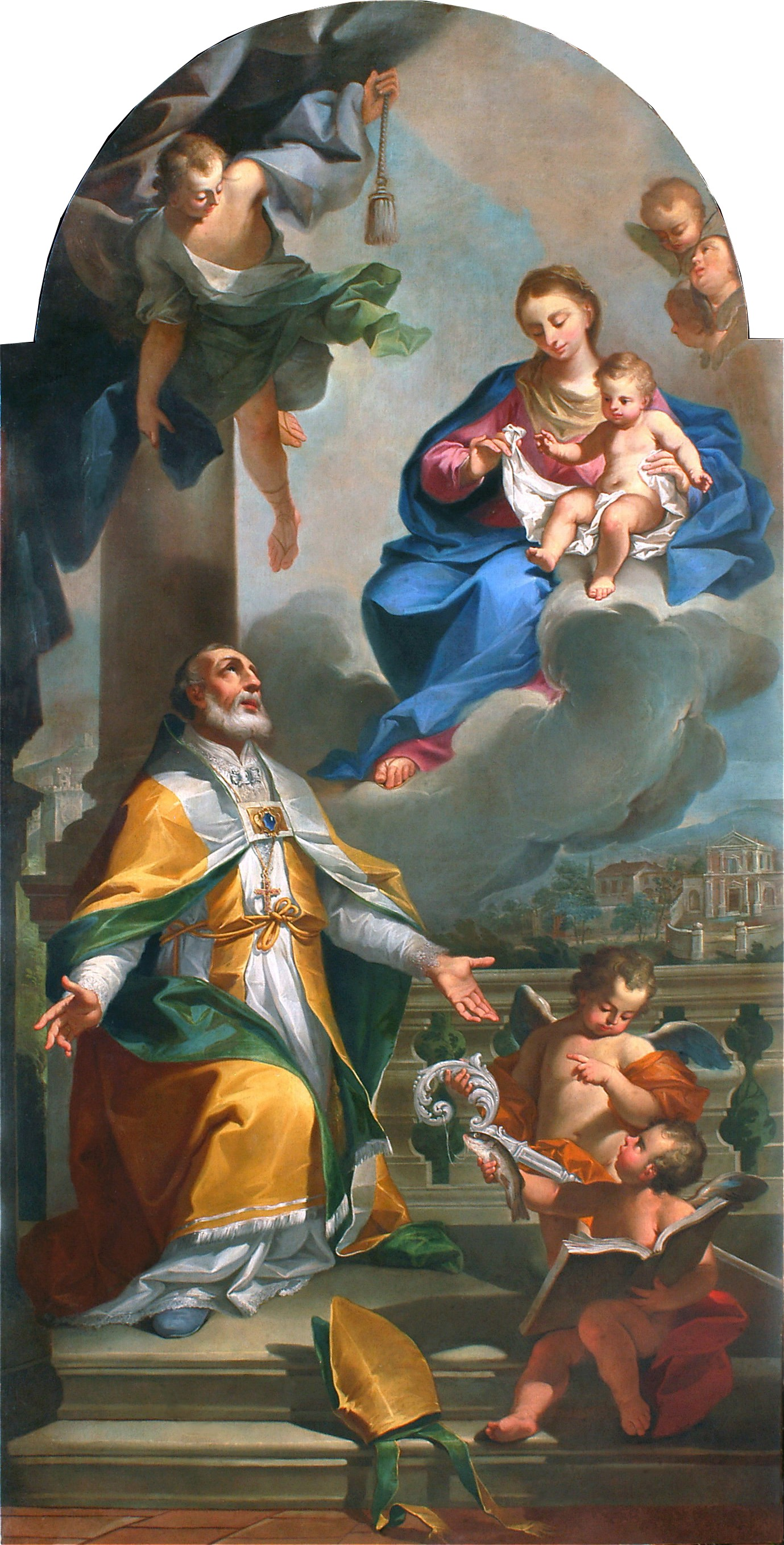
Pala dell'altare maggiore: la Vergine col Bambino e san Zenone, opera attribuita a Sante Cattaneo
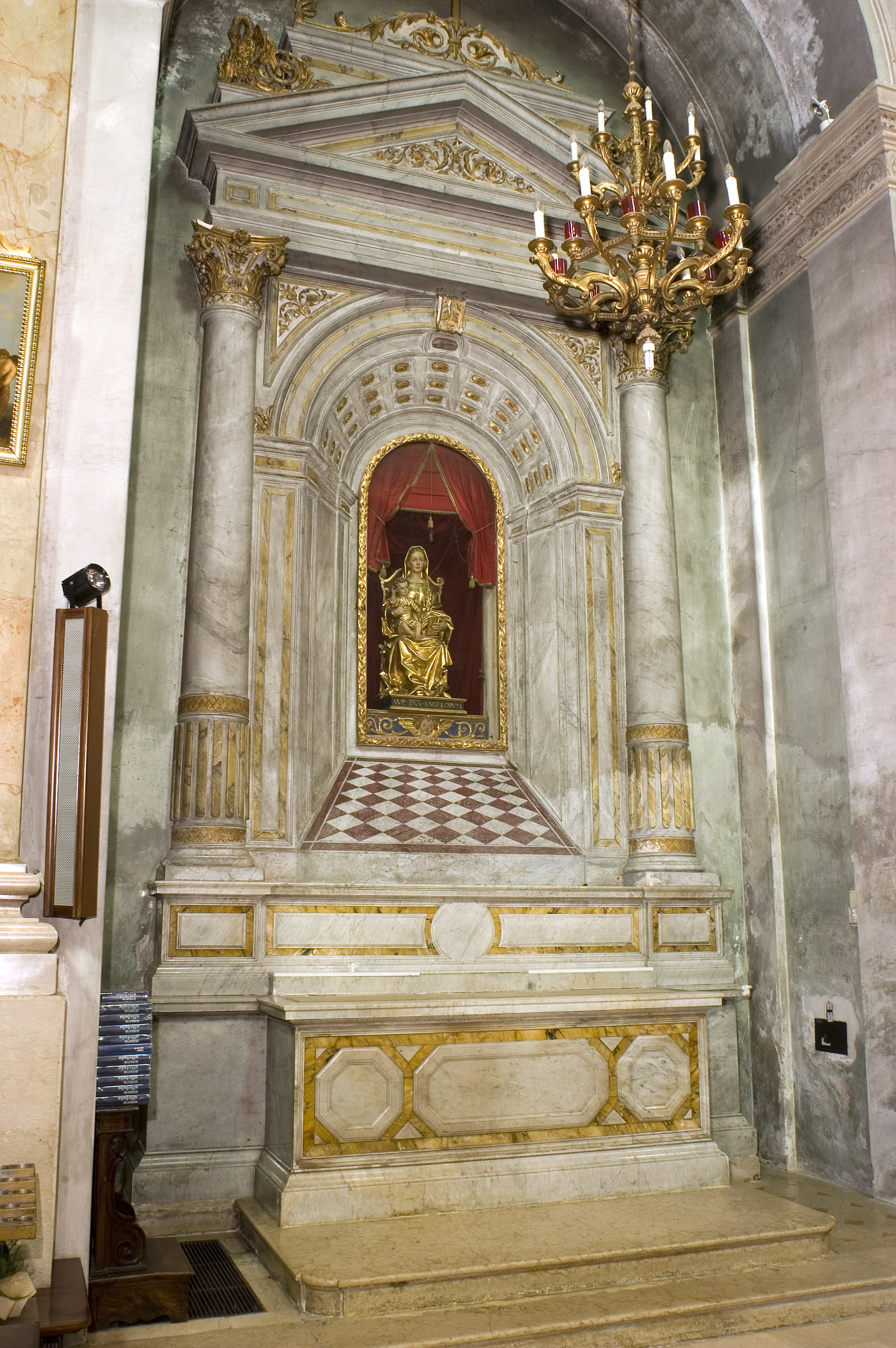
Altare della Madonna con statua lignea di Stefano Lamberti
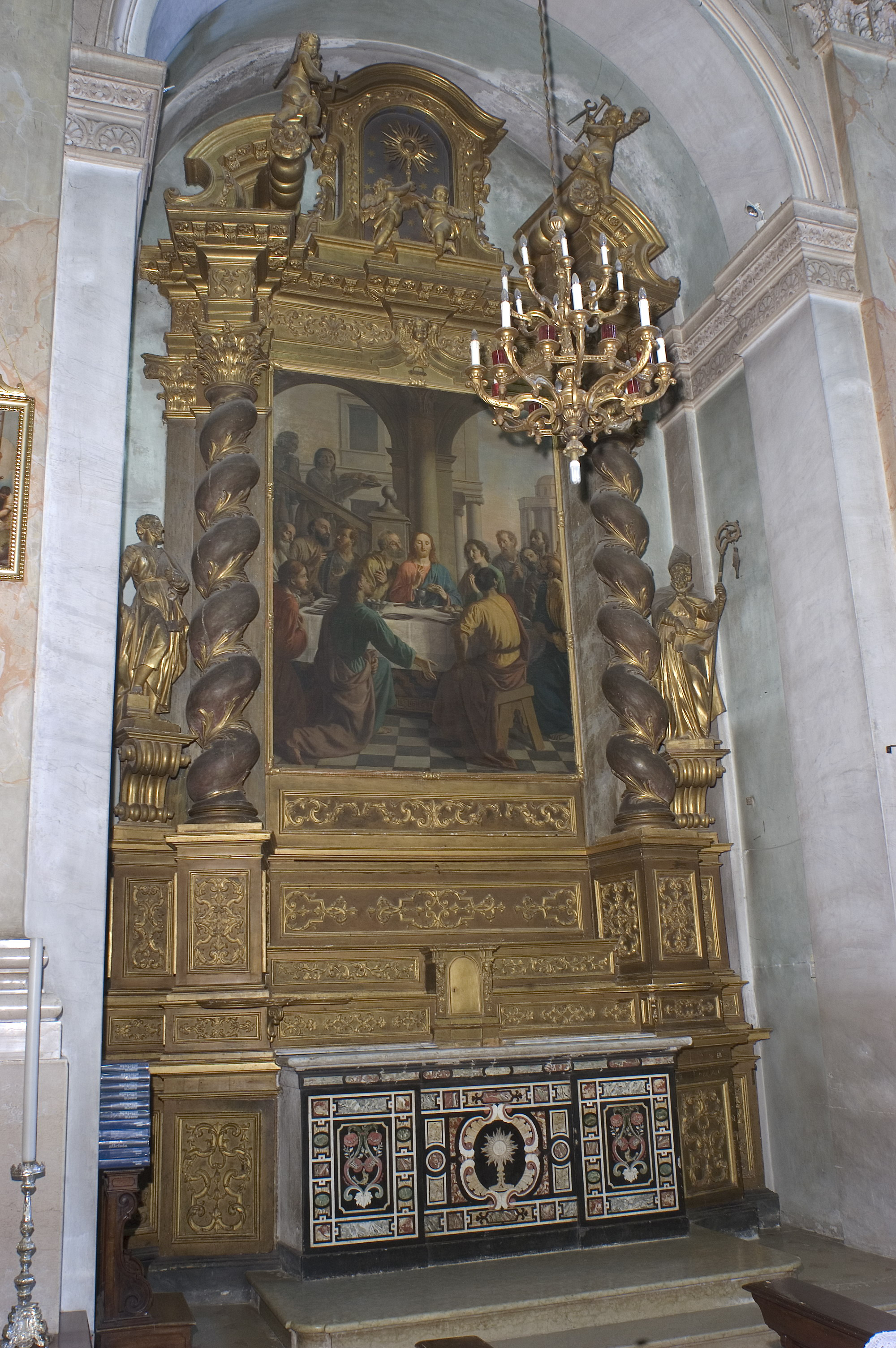
Altare ligneo di fine seicento con pala dell'Ultima Cena di A. Guadagnini
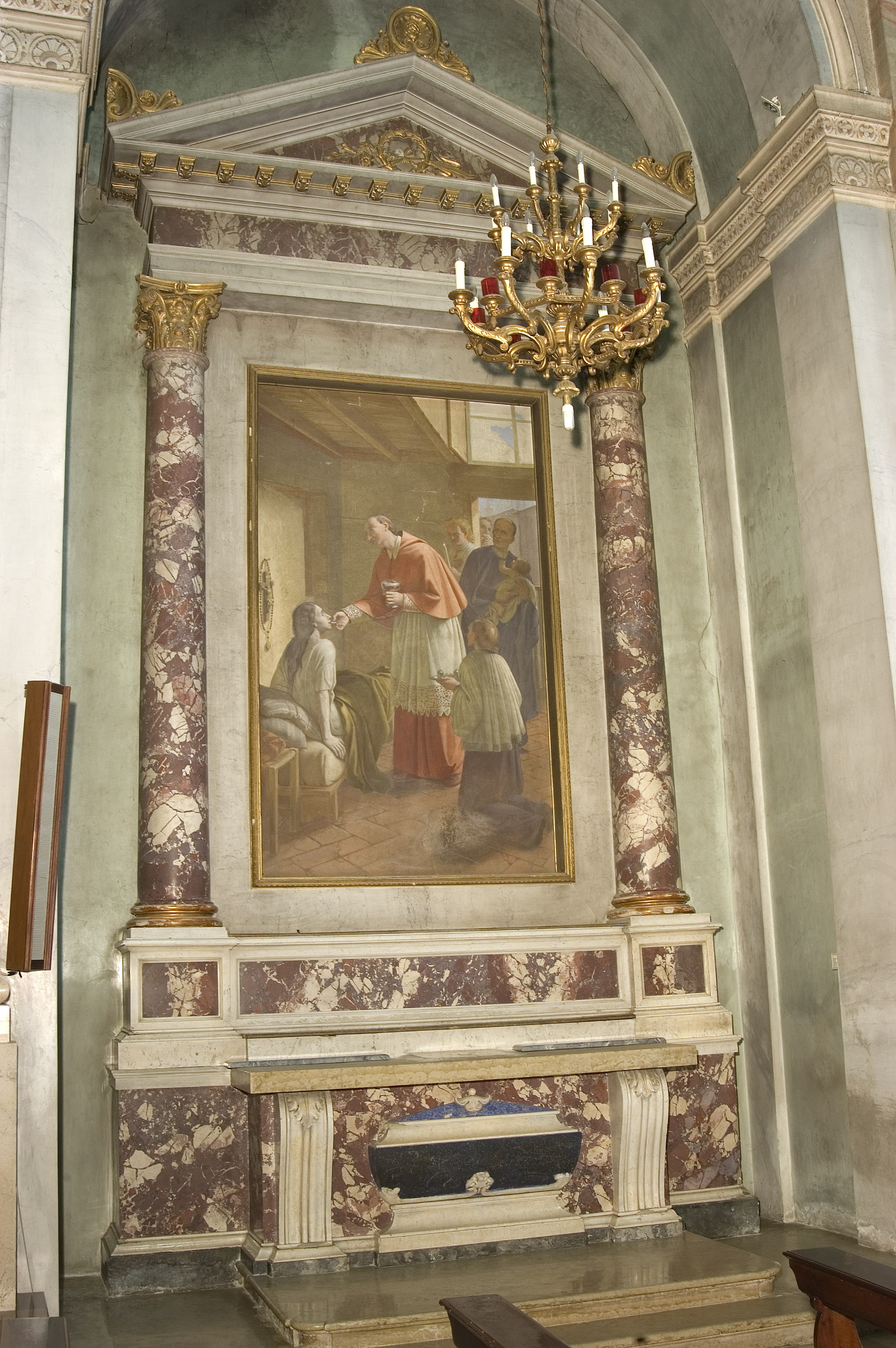
Altare di San Carlo con affresco di A. Guadagnini
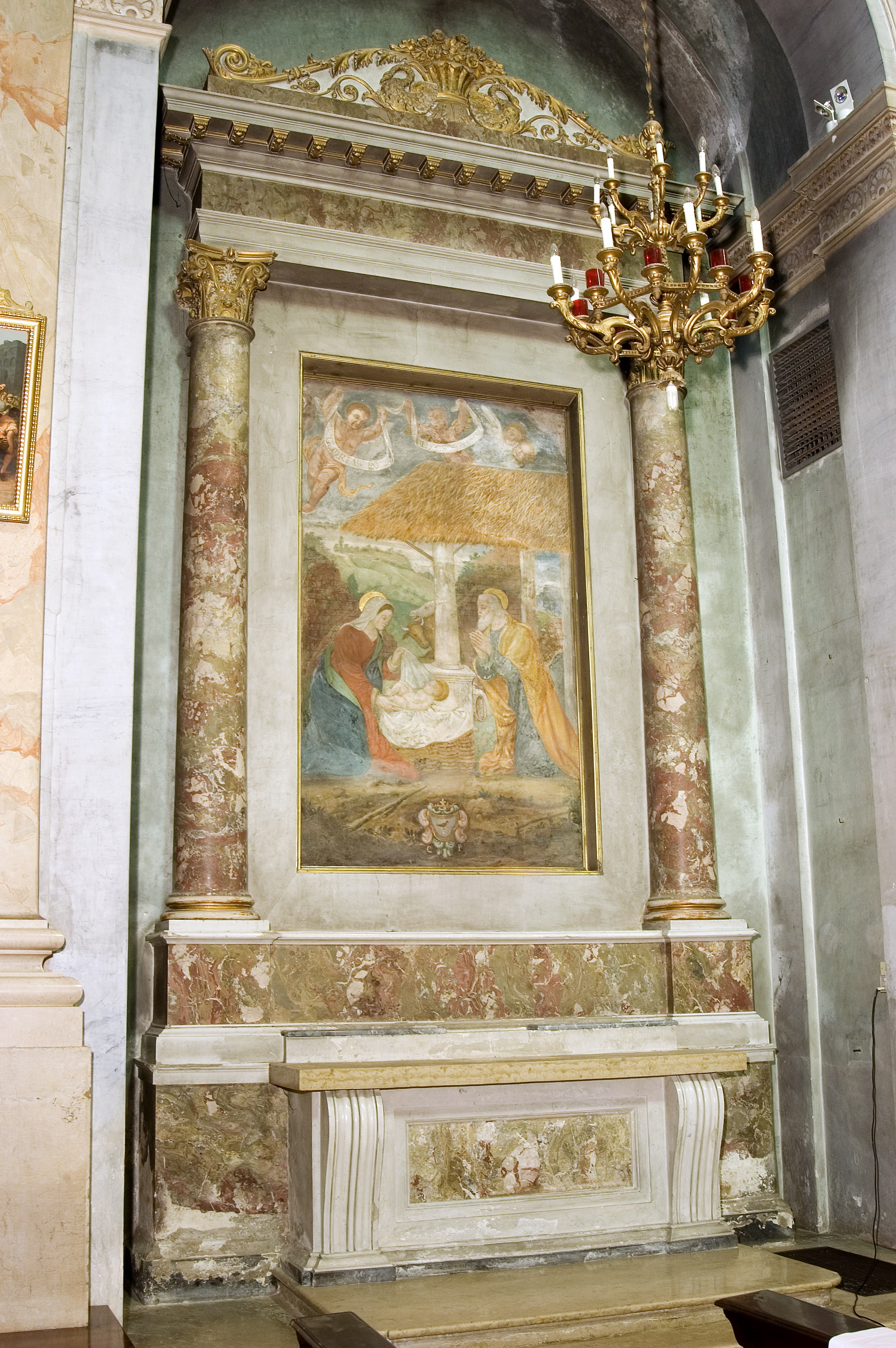
Altare di san Giuseppe con affresco di fine 500

Gli affreschi e le decorazioni

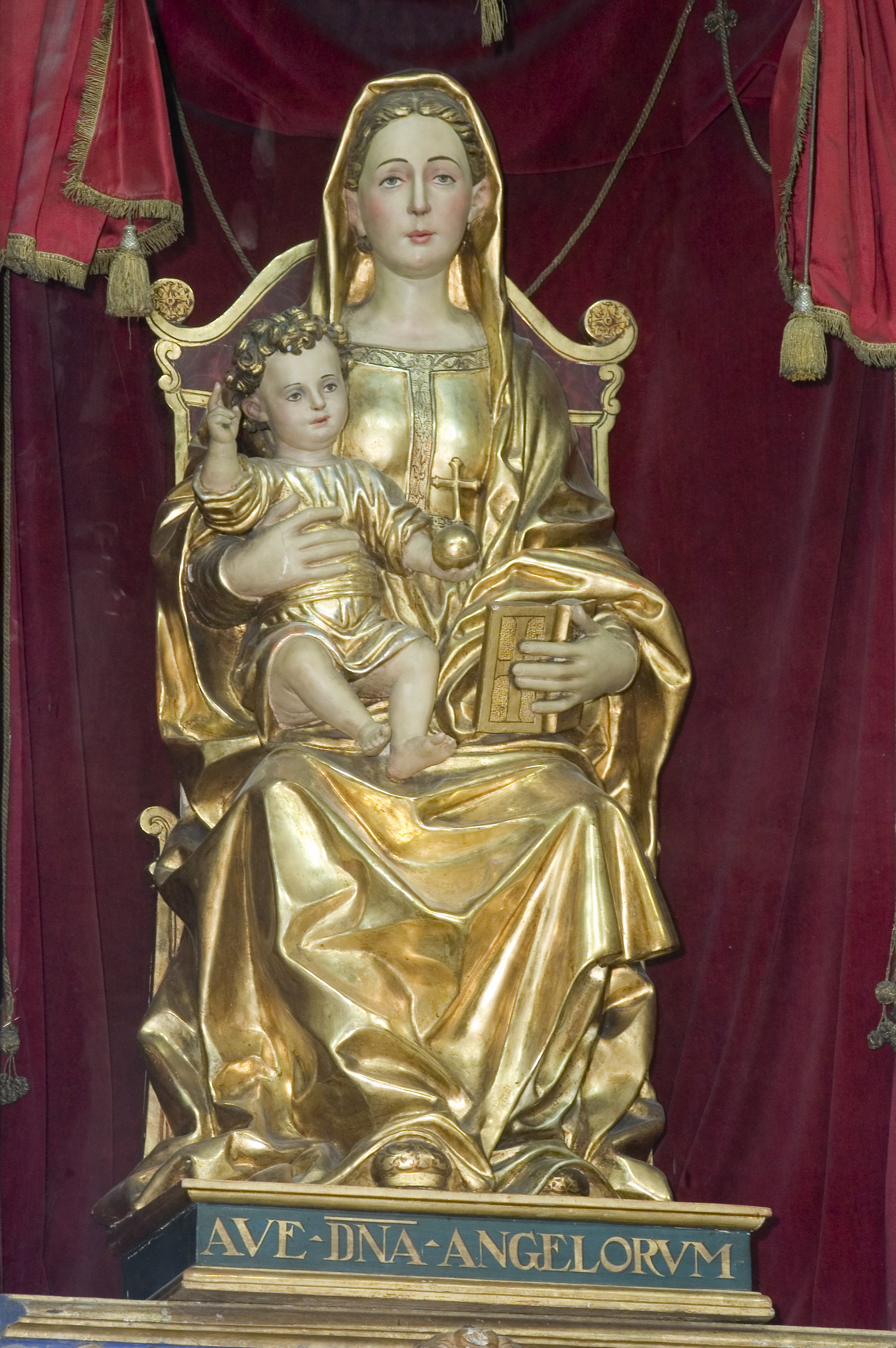
Madonna in trono col Bambino, opera lignea di Stefano Lamberti

Dal 1877 al 1883 la chiesa ha subito una trasformazione a livello decorativo. Il parroco dell'epoca don Gian Battista Felini aveva incaricato l'architetto Antonio Tagliaferri di progettare il restauro e l'abbellimento della chiesa. Incaricato delle pitture fu Antonio Guadagnini, pittore di Esine che aveva frequentato l'Accademia Carrara sotto la guida di Giuseppe Diotti, che affiancato da Ovidio Franchini, nel periodo dal 1877 al 1880 aveva realizzato nella navata numerose medaglie con relative decorazioni:
- L'adorazione dei Magi sulla controfacciata, dove si ritrae come un pastore. L'opera di grandi dimensioni ritrae nelle 13 figure anche i personaggi dell'epoca: G.B. Guarneri nel re col mantello bianco; l'architetto Presti nel re prostrato e le sorelle Presti nelle donne a fianco di Maria.
- I profeti Melchisedech ed Elia sempre nella controfacciata a fianco della finestra.
- L'incoronazione di Maria sulla volta
- La Trasfigurazione sempre sulla volta
- I 4 chiaro scuri raffiguranti con l'aiuto di Ovidio Franchini sulle pareti laterali: la consegna delle chiavi a Pietro; la conversione di Paolo; la Samaritana al pozzo e il battesimo di Cristo
- I Dottori della Chiesa sulle pareti a dividere gli altari: San Girolamo; Sant'Agostino; San Gregorio Magno; Sant'Ambrogio; Sant'Atanasio e San Giovanni Crisostomo.
- San Carlo che comunica l'ammalata sull'altare di San Carlo. In questa scena, più volte ripetuta dal Guadagnini in lavori nel bresciano, raffigura altri personaggi d'epoca: la maestra Faustini nell'ammalata; il curato don G.B. Ceni nel parroco con in braccio un fanciullo e il notaio G.B. Guarneri nel personaggio che seminascosto si tura il naso. In origine sopra l'altare di San Carlo c'era il dipinto di Domenico Carretti, ora nella cappella della Maternità.
- Ovidio Franchini realizzò i medaglioni in chiaroscuro, sempre su disegni del Guadagnini, sulla volta con angeli festanti.

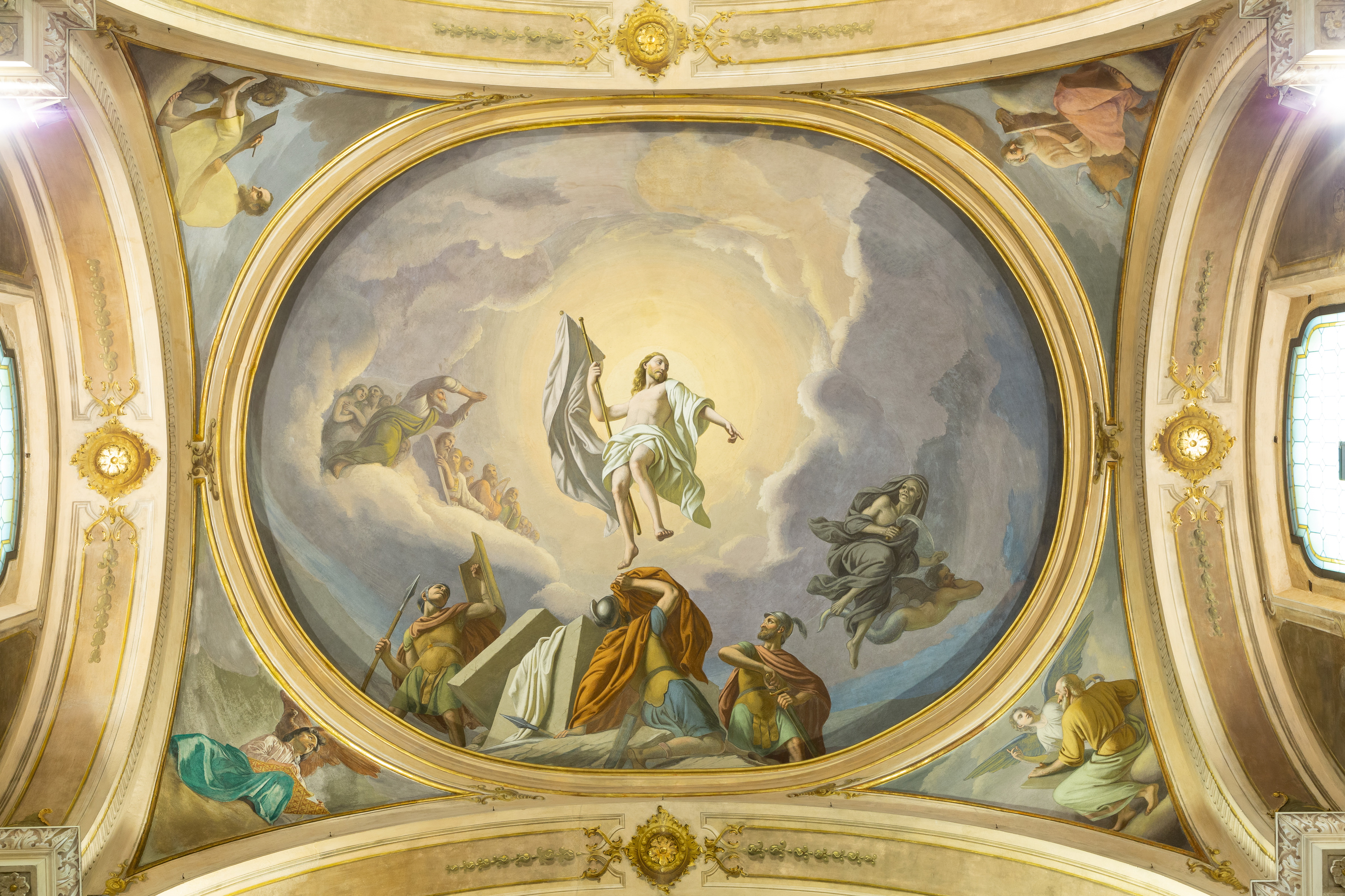
La Resurrezione, affresco opera di Antonio Guadagnini, 1882 c.

Dal 1880 al 1883 dopo che il mastro Delbono aveva finito la sistemazione dell'architrave che sorregge l'ingresso al presbiterio, il Guadagnini con Carlo Chimeri, che aveva sostituito il Franchini deceduto nel 1880, realizza i lavori del presbiterio e abside:
- La Resurrezione sulla cupola, dove Cristo col braccio sinistro teso indica la morte e il demone e col destro sorregge il vessillo mentre in basso i soldati impauriti si proteggono il volto dal bagliore dell'evento.
- I quattro evangelisti nei pennacchi della cupola.
- La Deposizione dalla Croce nel catino dell'abside. Sono diciotto le figure che riempiono la scena divise in 5 gruppi: Cristo calato dagli uomini; le pie donne; Maddalena che prepara il sudario; gli uomini che aprono il sepolcro e i soldati che da lato osservano.
- I Santi Faustino e Giovita ai lati dell'altare.
- Due angeli di fianco alla pala centrale.
- I Profeti Mosè e Aronne alle pareti del presbiterio.

La chiesa è ricca di decorazioni: angeli attorno alle finestre; lesene e capitelli corinzi; cornici e festoni dorati opera dei fratelli Mora di Bergamo e finti marmi eseguiti da Carlo Chimeri che ha lasciato come firma numerosi animali mimetizzati nelle venature del marmo con la data '1883'.
L'organo
Nel 1882 Egidio Sgritta di Iseo presentava il progetto per la costruzione di un nuovo organo che andava a sostituire il vecchio che lui stesso aveva ritirato per lire 1000. Il nuovo organo fu collocato nella nicchia appositamente ampliata, di fronte alla cantoria, ed inaugurato nel 1883. Il progetto prevedeva 21 registri 23 'Istrumenti di concerto.
Il campanile e l'orologio
Il campanile fu rinforzato alla base alla fine dell'Ottocento, e nel 1907 su progetto di Antonio Tagliaferri fu innalzato da 32 metri a 45. Contemporaneamente l'orologio voluto da don Felini e realizzato da Stefano Boldini di Rovato nel 1850, fu alzato affinché si potessero vedere il passare delle ore anche in lontananza.
Le campane fuse nel 1839 da Giacomo Crespi di Cremona, nel 1942 furono requisite per scopi bellici e successivamente nel 1947 vennero ricollocate nuove 5 fusione istoriate con dediche delle famiglie committenti.

### Persone illustri
Degno di nota è la nascita l'8 giugno 1570 di Fra' Fulgenzio Micanzio, in contrada Villa. Teologo storico ed erudito che nel locale convento di San Rocco apprese i primi insegnamenti dai Servi di Maria dove qui esercitavano la loro missione. Fu allievo a Venezia di Paolo Sarpi ed amico di Galileo Galilei.